# Magdalena Kopp
Magdalena Cäcilia Kopp (Neu-Ulm, 2 d'abril de 1948-Frankfurt del Main, 15 de juny de 2015) va ser una fotògrafa i activista política alemanya, militant de les Cèl·lules Revolucionàries (RZ) de Frankfurt del Main. Va ser l'esposa i còmplice del també activista Ilich Ramírez Sánchez, també conegut com a «Carlos el Xacal».

## Primers anys
Nascuda a la ciutat bavaresa de la regió de Suàbia coneguda com a Neu-Ulm, després de deixar l'escola es va formar com a fotògrafa. El 1967 es va traslladar a Frankfurt del Main i, a principis dels anys 1970, es va associar amb els cercles estudiantils d'esquerres, vivint amb amics en un pis compartit. Va treballar per a l'editorial Roter Stern i va ser una de les fundadores de les Cèl·lules Revolucionàries (RZ) a la ciutat. Els membres d'aquest grup, a més del seu nou amic Johannes Weinrich van ser Hans-Joachim Klein, Wilfried Böse i Brigitte Kuhlmann. Tots ells es van involucrar en l'atac a la conferència de l'OPEP el 1975 i en el segrest d'un avió d'Air France a Entebbe el 1976.
A través de Weinrich, va conèixer el seu amic, l'activista Ilich Ramírez Sánchez, conegut com a «Carlos el Xacal», el qual es trobava en crida i cerca internacional. Més tard, es va traslladar a França i es va unir al Comandament Boudia, dirigit per Carlos, qui també es va convertir en el seu amant. Aviat va començar a treballar com a part del seu cercle més íntim.

## Detenció
El 16 de febrer de 1982 va ser arrestada a l'avinguda dels Camps Elisis de París, juntament amb Bruno Bréguet, un ciutadà suís que havia complert condemna de presó a Israel per possessió d'explosius. Quan un policia es va adonar que el seu cotxe de marca Peugeot estava mal aparcat i li va demanar que li ensenyés els papers, Bréguet va intentar disparar-li, però, com s'havia oblidat de treure el fiador de la pistola, va ser reduït. Kopp, que havia fugit, va ser acorralada a una illa de l'escena i es va rendir. Al cotxe s'hi van trobar cinc quilos de Penthrit (pentaeritritol tetranitrat), així com passaports falsos i altres documents incriminatoris, inclosos alguns plànols d'esbossos de diversos indrets. Sota interrogatori, es va descobrir que planejaven fer explotar les oficines de la revista política d'àrabs exiliats Al Watan Al Arabi perquè havia molestat el president de Síria, Hafez al-Àssad, el qual havia concedit asil a Damasc per a Kopp, Carlos i altres activistes armats.

## Empresonament
El 24 de maig de 1982 va ser condemnada a quatre anys de presó. El Comandament Boudia va dur a terme diversos atacs per pressionar el govern amb l'objectiu que alliberés Kopp i Breguet. El 4 de maig de 1985 va ser alliberada gràcies a una reducció de set mesos de condemna per bona conducta, però va ser deportada a l'Alemanya Occidental, on va ser detinguda i interrogada de nou, aquesta vegada per la policia alemanya. Posteriorment, va ser alliberada i en menys d'un mes es va traslladar a Damasc, on va conèixer i retrobar-se amb Carlos, amb el qual s'hi va casar el 1985.

## Vida posterior
El 17 d'agost de 1986 va donar a llum a la seva filla: Elba Rosa Ramírez Kopp. La parella va viure tranquil·lament fins al 1990, quan Síria, com a aliada dels Estats Units d'Amèrica a la Guerra del Golf, els va demanar que abandonessin el país. Van anar a Líbia, però els van rebutjar el visat de residència i van haver de tornar a Síria, on van romandre durant un curt període. Kopp i Carlos van decidir separar-se i ella va anar a Veneçuela amb la seva mare, mentre que Carlos va viatjar al Sudan amb un passaport diplomàtic. A Veneçuela, va viure a Valencia durant uns mesos fins que la premsa veneçolana va descobrir-la i llavors va fer nombroses referències al seu passat, a causa de la seva associació amb Carlos. El 1994, Carlos va ser detingut al Sudan i extradit a França. Kopp va prendre mesures per tornar a Alemanya i, en descobrir que el govern no tenia càrrecs contra ella, va tornar a casa, on va viure amb la seva filla a la seva ciutat natal i es va mantenir al marge de la política després de posar-se a disposició de les autoritats investigadores com a testimoni.
El 2007, va publicar les seves memòries titulades Die Terrorjahre: Mein Leben an der Seite von Carlos (lit. ‘Els anys del terror: la meva vida amb Carlos’). Va morir el 15 de juny de 2015 a Frankfurt del Main, als 67 anys d'edat.

## A la cultura popular
Nora von Waldstätten va interpretar a Kopp a la pel·lícula de televisió franco-alemanya de 2010 Carlos.